# Richard Moir
Richard Moir (1950) é um ator e editor australiano, conhecido por muitos papéis em filmes australianos e como personagem Eddie Cook em Prisoner (também conhecido como Prisoner: Cell Block H), e como o "pai" Tony Twist em Round the Twist.
Em 1990, Moir foi diagnosticado com doença de Parkinson, os efeitos degenerativos gradualmente trouxe sua carreira de ator a um fim prematuro. Moir mais tarde passou por terapia de estimulação cerebral profunda, um processo abrangido pelo documentário de 2006 The Bridge At Midnight treme.

## Filmografia

### Filmes
- 27A (1974)
- In Search of Anna (1978)
- The Odd Angry Shot (1979)
- The Chain Reaction (1980)
- Running On Empty (1982)
- The Plains of Heaven (1982)
- Heatwave (1982)
- Sweet Dreamers (1982)
- Wrong World (1985)
- An Indecent Obsession (1985)
- The Long Way Home (1985)
- Minnamurra (1989)
- Deadly  (1991)
- Welcome to Woop Woop (1997)

### Televisão
- The Restless Years (1978)
- Prisoner (parte do elenco original de 1979)
- 1915 (mini-series) (1982)
- Round the Twist (1989-1992)
- Dolphin Cove (1989)
- Law of the Land (1993)